# Пагаруша
Пагаруша (на македонска литературна норма: Пагаруша; на албански: Pagarusha) е село в община Студеничани на Северна Македония.

## География
Селото се намира в областта Торбешия.

## История
В XIX век Пагаруша е предимно помашко село в Скопска каза на Османската империя. Според статистиката на Васил Кънчов от 1900 година Пагаруша е населявано от 15 жители българи християни и 380 българи мохамедани.
В началото на XX век цялото християнско население на селото е под върховенството на Българската екзархия. По данни на секретаря на екзархията Димитър Мишев в 1905 година в Пагароше има 24 българи екзархисти.
След Междусъюзническата война в 1913 година селото попада в Сърбия.
На етническата си карта от 1927 година Леонард Шулце Йена показва Пагаруша (Pagaruša) като албанско село.
Според преброяването от 2002 година Пагаруша има 227 жители – 226 турци и 1 албанец.

## Личности
Родени в Пагаруша
- Георги Стойчев, български общественик, през Първата световна война награден с орден „Свети Александър“ за укрепване на националния дух в Македония[5]